# Boemia ai Giochi olimpici
Il Regno di Boemia, parte autonoma dell'Austria-Ungheria fino al 1918, partecipò ad alcune delle prime edizioni Giochi olimpici moderni. La squadra fece il suo debutto alle Olimpiadi estive di Parigi 1900. Gli atleti boemi hanno vinto quattro medaglie ai Giochi olimpici estivi.

## Storia
Il ceco Jiří Stanislav Guth-Jarkovský era un grande amico di Pierre de Coubertin e fu uno dei fondatori del Comitato Olimpico Internazionale. Assistendo ai primi Giochi Olimpici di Atene 1896, decise che il successo sportivo avrebbe potuto giovare al popolo ceco, perché in tal modo i cechi sarebbero stati conosciuti in tutto il mondo (all'epoca la Boemia faceva parte dell'Austria-Ungheria). Pertanto, Gut modificò il celebre slogan di Kubertin "La cosa principale non è vincere, ma partecipare": iniziò a dichiarare che per i cechi era importante non solo partecipare ai Giochi, ma anche vincerli.
Dato che le Olimpiadi furono proclamate non un evento interstatale, ma internazionale nel senso letterale del termine, a partire dalle Olimpiadi del 1900 gli atleti cechi iniziarono a partecipare ai Giochi Olimpici, gareggiando sotto la bandiera della Boemia, nonostante non esistesse alcuno Stato. Ciò è continuato fino alla formazione della Cecoslovacchia indipendente nel 1918. Durante la loro partecipazione ai Giochi Olimpici, gli atleti boemi hanno vinto 4 medaglie olimpiche: 1 d'argento e 3 di bronzo. Tutte le medaglie sono state conquistate nella scherma, nel tennis e nell'atletica leggera.
Dopo la prima guerra mondiale, la Boemia divenne parte della nuova Cecoslovacchia e gli atleti boemi gareggiarono per la Cecoslovacchia ai Giochi olimpici. Dopo le Olimpiadi estive del 1992 e la dissoluzione della Cecoslovacchia nella Repubblica Ceca e in Slovacchia nel 1993, gli atleti boemi gareggiarono per la Repubblica Ceca ai Giochi olimpici. Se si contano queste apparizioni del dopoguerra, la Boemia ha mancato solo tre Olimpiadi: le Olimpiadi estive inaugurali del 1896, le Olimpiadi estive di Saint Louis 1904 (le prime tenute fuori dall'Europa) e, come Cecoslovacchia, le Olimpiadi estive di Los Angeles 1984 che furono boicottate dall'Unione Sovietica e dai suoi paesi satelliti.

## Medaglieri

### Medaglie ai Giochi olimpici estivi
| Giochi         | Oro                | Argento            | Bronzo             | Totale             |
| -------------- | ------------------ | ------------------ | ------------------ | ------------------ |
| 1900 Parigi    | 0                  | 1                  | 1                  | 2                  |
| 1904 St. Louis | non ha partecipato | non ha partecipato | non ha partecipato | non ha partecipato |
| 1908 Londra    | 0                  | 0                  | 2                  | 2                  |
| 1912 Stoccolma | 0                  | 0                  | 0                  | 0                  |
| Totale         | 0                  | 1                  | 3                  | 4                  |

### Medagliati
| Medaglia | Atleta                                                                                                | Edizione    | Sport            | Evento                      |
| -------- | --- | ----------- | ---------------- | --------------------------- |
| Argento  | František Janda-Suk                                                                                   | 1900 Parigi | Atletica leggera | Lancio del disco maschile   |
| Bronzo   | Hedwiga Rosenbaumová                                                                                  | 1900 Parigi | Tennis           | Singolare femminile         |
| Bronzo   | Hedwiga Rosenbaumová                                                                                  | 1900 Parigi | Tennis           | Doppio misto                |
| Bronzo   | Vilém Goppold von Lobsdorf                                                                            | 1908 Londra | Scherma          | Sciabola maschile           |
| Bronzo   | Otakar Lada Vlastimil Lada-Sázavský Vilém Goppold von Lobsdorf Bedřich Schejbal Jaroslav Šourek-Tucek | 1908 Londra | Scherma          | Sciabola a squadre maschile |